# Auxilio Azul
La organización Auxilio Azul (denominada también como Auxilio Azul María Paz) fue una organización falangista femenina de Auxilio Social fundado por María Paz Martínez Unciti en la clandestinidad de Madrid durante la guerra civil española. Muchas de las mujeres participantes de esta organización eran tradicionalistas, de Renovación Española o sin afiliación alguna. Llegaron a ser un total de seis mil mujeres afiliadas. Las reuniones se realizaban en las casas de las afiliadas, el método de reclutamiento era por amistad. La hermana de María Paz, tras su asesinato, se hace cargo de la organización a partir de noviembre de 1936. Este cambio renovó las estructuras pasando de una organización triangular a una celular en la que se mejoraban las estructuras de comunicación interna que requerían las operaciones clandestinas. La organización operó durante toda la contienda Civil en la ciudad de Madrid, en retaguardia, y no fue detectada jamás por las Autoridades Gubernamentales de la República.